# جسر إلى تيرابيثيا (كتاب)
جسر إلى تيرابيثيا هي رواية أطفال تأليف كاترينا باتيرسون أول أصدار لها كان سنة 1977. وتتكلم الرواية عن طفلينِ يافعينِ، الطفل يدعى جيس أرون والطفلة ليزلي بارك، وقد كانا متوحدين في الصف لكن وجدت صداقة قوية بينهما، وقد وجد هذان الطفلان مملكة سحرية في الغابة وأطلقا عليها اسم تيرابيثيا. تحول هذا الكتاب في مناسبتين إلى فيلم سنمائي الأول كان في سنة 1978 والثاني في سنة 2007.
الكتاب يتكلم عن ولد صغير يدعى جيس ومغامرته. جيس يعيش حياة تعيسة جدا في بيته. إنه يتعرض كل يوم للانتقادات والمضايقات من قبل أخواته البنات. بعد ذلك أتت ليسلي إلى حياته لقد كانت بنتاً موهوبة. جيسي كان يكرهها في البداية إلى أن يكتشفا أنهما في قصة حب. في النهاية تموت لسلي ليتحول جيس من ولد جبان وكئيب لشجاع.